# Le Cheylas
Le Cheylas är en kommun i departementet Isère i regionen Auvergne-Rhône-Alpes i sydöstra Frankrike. Kommunen ligger i kantonen Goncelin som tillhör arrondissementet Grenoble. År 2022 hade Le Cheylas 2 372 invånare.

## Befolkningsutveckling
Antalet invånare i kommunen Le Cheylas
Referens:INSEE